# مارك ماجرس
مارك ماغرس (تلفظ  «مارس»; ولد سنة 1973 في شمال شرق إنجلترا) يعمل كمقدم إذاعي إنجليزي،محرر مجلات، معلم في مدرسة ثانوية

## المهنة
مؤلف للعديد من الأعمال الخيالية والواقعية. كتابه الخيالي الأول Too Much Information (Chipmunka 2008)وهو كتاب يروي  السيرة الذاتية للذين يعانون من امراض العقل وكيفية التعايش مع هذا المرض. كما كتب مارك رواية واحدة والتي تستهدف المراهقين والشباب (Looking For Atlantis (2009. كما شملت كتابته في الكتب المتعلقة بلإنتاج الصوتي مثال،the Big Finish ،Iris Wildthyme and the Panda Invasion، الذي تم ادراجه عام 2009. كما ساهم مارك في مقال في 'the Times Education Supplement in 2009 - 'Headmaster، I'm Bi-polar.

## الجوائز
في عام 2008، حصل مارك على جائزة 'the New Writing North 'Northern Promise وهو كتاب عن الأطفال كان يعمل على تطويره، (نشر لاحقا باسم Looking For Atlantis). كما نشر مقتطفات من هذا الكتاب في "the New Writing North 'Ten Years On' Anthology في خريف 2008.

## العائلة
مارك هو شقيق المؤلف بول ماجرس.

## الفهرس

### روايات
- Looking For Atlantis (2009)

### أعمال أخرى
- Moving the River" (2008، in New Writing North's 'Ten Years On' Anthology)

### أعمال واقعية
- Too Much Information (2008)

## وصلات خارجية
- Chipmunka Publishing (publishers of 'Too Much Information' and 'Looking For Atlantis'
- Press coverage of 'Too Much Information' paperback launch نسخة محفوظة 24 يوليو 2021 على موقع واي باك مشين.
- New Writing North 'Northern Promise Award' Announcement